# Kozelsk
Kozelsk (del ruso: Козе́льск) es una ciudad rusa, capital del raión homónimo en la óblast de Kaluga. Está situada sobre el río Zhizdra, a 72 km al sudoeste de Kaluga.
En 2021, la ciudad tenía una población de 16 759 habitantes. En su territorio no hay pedanías.

## Historia
El nombre Kozelsk fue mencionado por primera vez en 1146 como parte del Principado de Chernígov. Kozelsk volverá a salir en las fuentes a resultas del asedio al que fue sometida por el ejército de Batu Kan en 1238. En 1446, Kozelsk fue anexionada al Gran Ducado de Lituania. En 1494, la ciudad cayó finalmente bajo el dominio de Moscovia. En 1607, la ciudad fue base de una de las unidades bajo el mando de Iván Bolótnikov, que se enfrentaban al ejército zarista.
En los alrededores de la ciudad encontramos el monasterio de Óptina Pústyñ. En 1939, sirvió como campo de prisioneros para los oficiales polacos. Entre abril y mayo de 1940, el NKVD, asesinaría aproximadamente a 4500 de estos en el cercano bosque de Katýñ.
La ciudad fue ocupada por el ejército alemán de octubre de 1941 a diciembre de ese año, cuando las tropas del Frente Occidental la recuperaron. Por causa de los combates quedó totalmente destruida y fue reconstruida después de la guerra.
Kozelsk es base para una división de las fuerzas de misiles estratégicos rusos, dotaba de misiles balísticos intercontinentales RS-18 (SS-19 Stiletto para la OTAN) con una autonomía de 10000 km.

## Demografía
| 1897 | 1926 | 1959   | 1970   | 1979   | 1989   | 2002   | 2008   |
| ---- | ---- | ------ | ------ | ------ | ------ | ------ | ------ |
| 5900 | 4500 | 12 100 | 13 000 | 19 800 | 19 700 | 19 907 | 18 925 |

## Cultura y lugares de interés
En la ciudad se encuentran la Catedral de 1777, la Iglesia de al Anunciación de María, (Благовещенская церковь/ Blagovéshchenskaya Tsérkov) de 1810 y una serie de casas de piedra de mercaderes del siglo XIX.
A tres kilómetros de Kozelsk, en la orilla opuesta del Zhizdra, se encuentra el monasterio ortodoxo ruso Óptina Pustyn, llamado así por el ladrón Opta, que construyó aquí una ermita donde vivió con el nombre de Makari. La antigua ermita, se desarrollaría en el siglo XVIII con el nombre de monasterio Sviato-Vedenski (Свято-Введенский монастырь), y en el siglo XIX se convertiría en uno de los más importantes centros religioso-filosóficos de Rusia. Tras la Revolución de octubre de 1917 se cerró el monasterio, que le sería cedido en 1987 a la Iglesia ortodoxa rusa y reabierto. Dentro del monasterio se encuentran la Catedral Vedenski (Введенский собор, 1750-1771), la Iglesia del Icono de la Madre de Dios de Kazán (Казанская церковь 1805-1811), la Iglesia de María de Egipto (церковь Марии Египетской de 1858, el campanario del Icono de la Madre de Dios de Vladímir (Владимирская колокольня 1801-1804), y la iglesia de madera de San Juan Bautista (церковь Иоанна Предтечи, 1822).
En los edificios del siglo XIX supervivientes se albergaron varios escritores rusos principales, como Nikolái Gógol, Fiódor Dostoyevski o León Tolstói. Se encuentran en sus obras impresiones de sus visitas al monasterio, que era famoso por sus startsi, ya que el personaje del stárets Zósima en la novela de Dostoyevski Los hermanos Karamázov (1878-1880) está basado en el monje Ambrosi (1812-1891, canonizado Ambrosio de Óptina en 1987) o en la novela corta de Tolstói Padre Sergio (1899).
Kozelsk cuenta con un museo enfocado en la historia del monasterio Óptina Pústyñ y el Museo Forestal Lesniye Istoki.

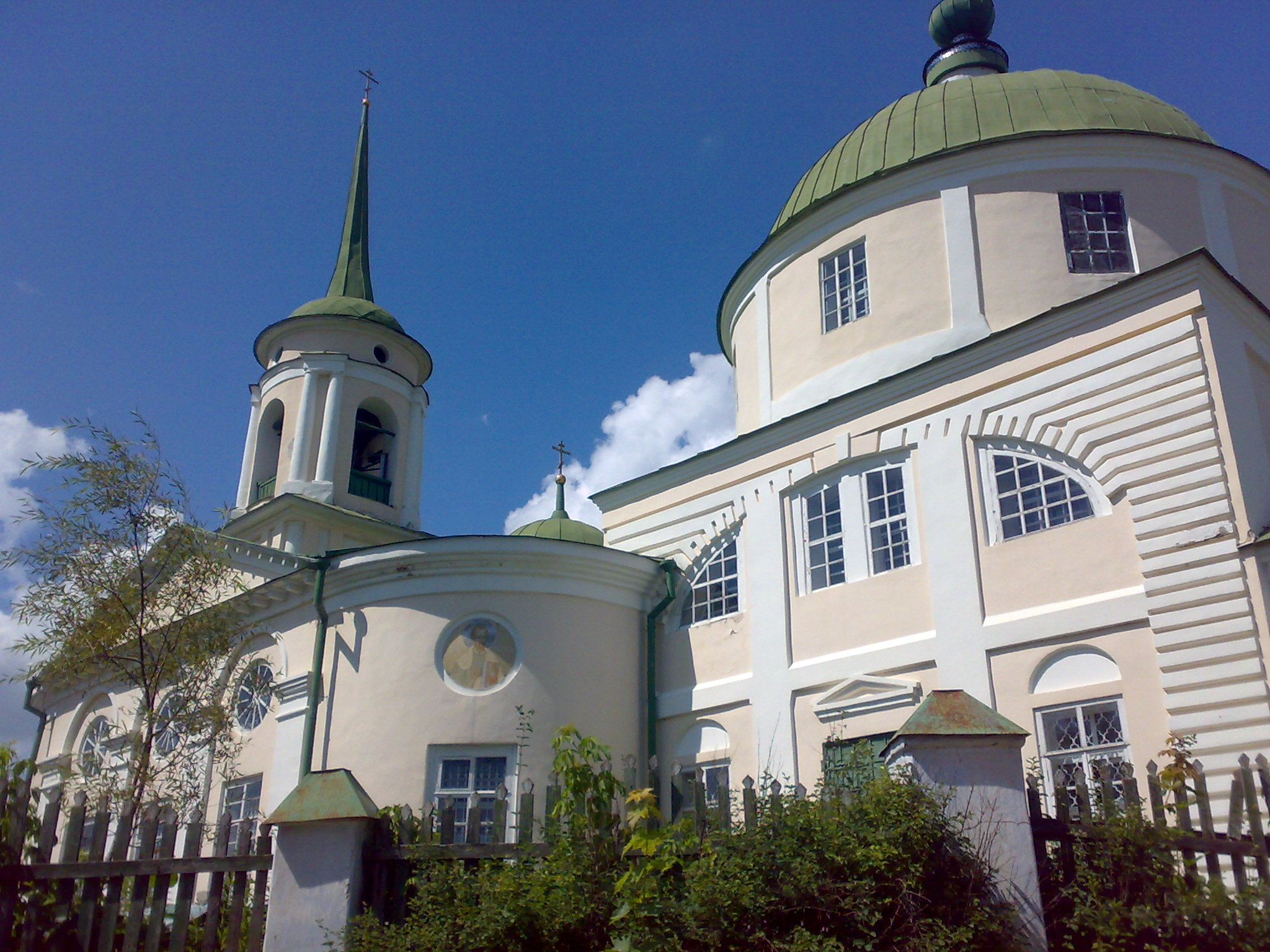
Iglesia de la Anunciación.

A 15 km al sur se sitúa el pueblo Volkónskoye, antigua residencia de campo de la familia Volkonski.

## Economía y transporte
En Koselsk hay una fábrica de carrocerías así como otras fábricas dedicadas a los materiales de construcción y a la industria alimentaria.
La ciudad está en la línea ferroviaria abierta en 1899 entre Smolensk - Sujínichi - Chaplyguin, de la que surge un ramal en el este de la ciudad que la une a Tula.
La carretera regional R94 que viene de Peremyshl (actual Przemyśl) conecta en Kozelsk con la R92 que conduce a Kaluga.

## Galería

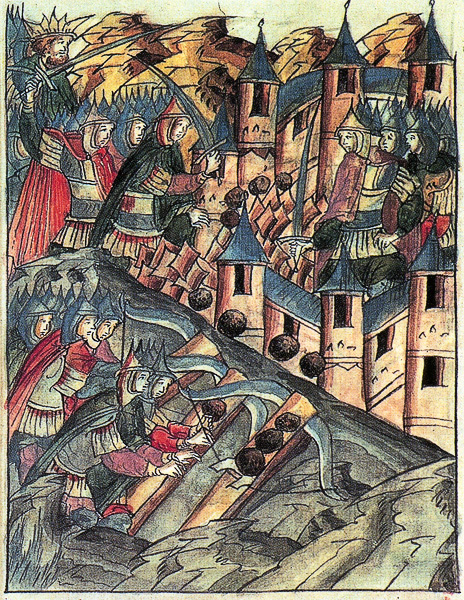
Sitio de Kozelsk en 1238, miniatura del siglo XVI.
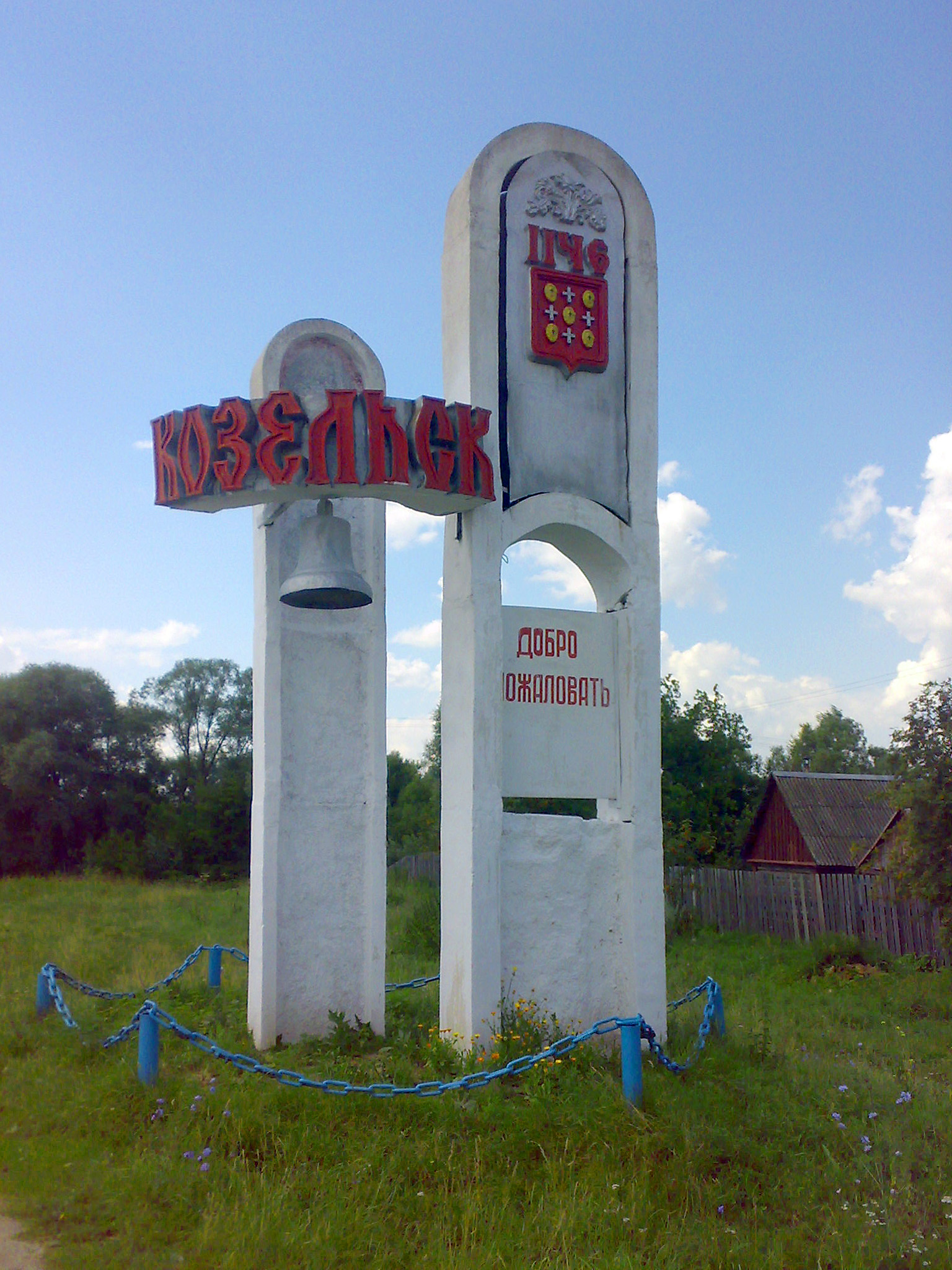
Señal de entrada
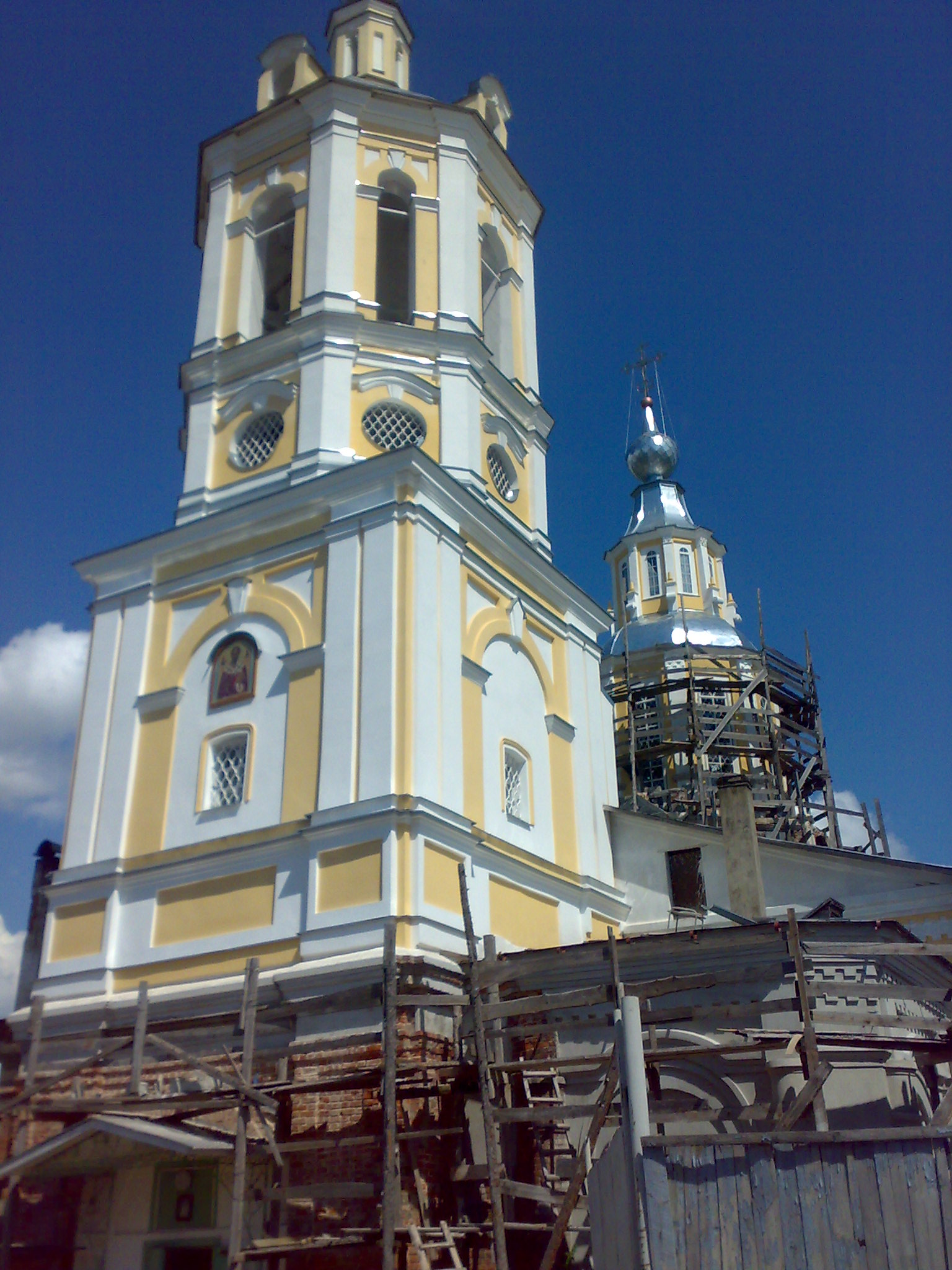
Iglesia de San Nicolás
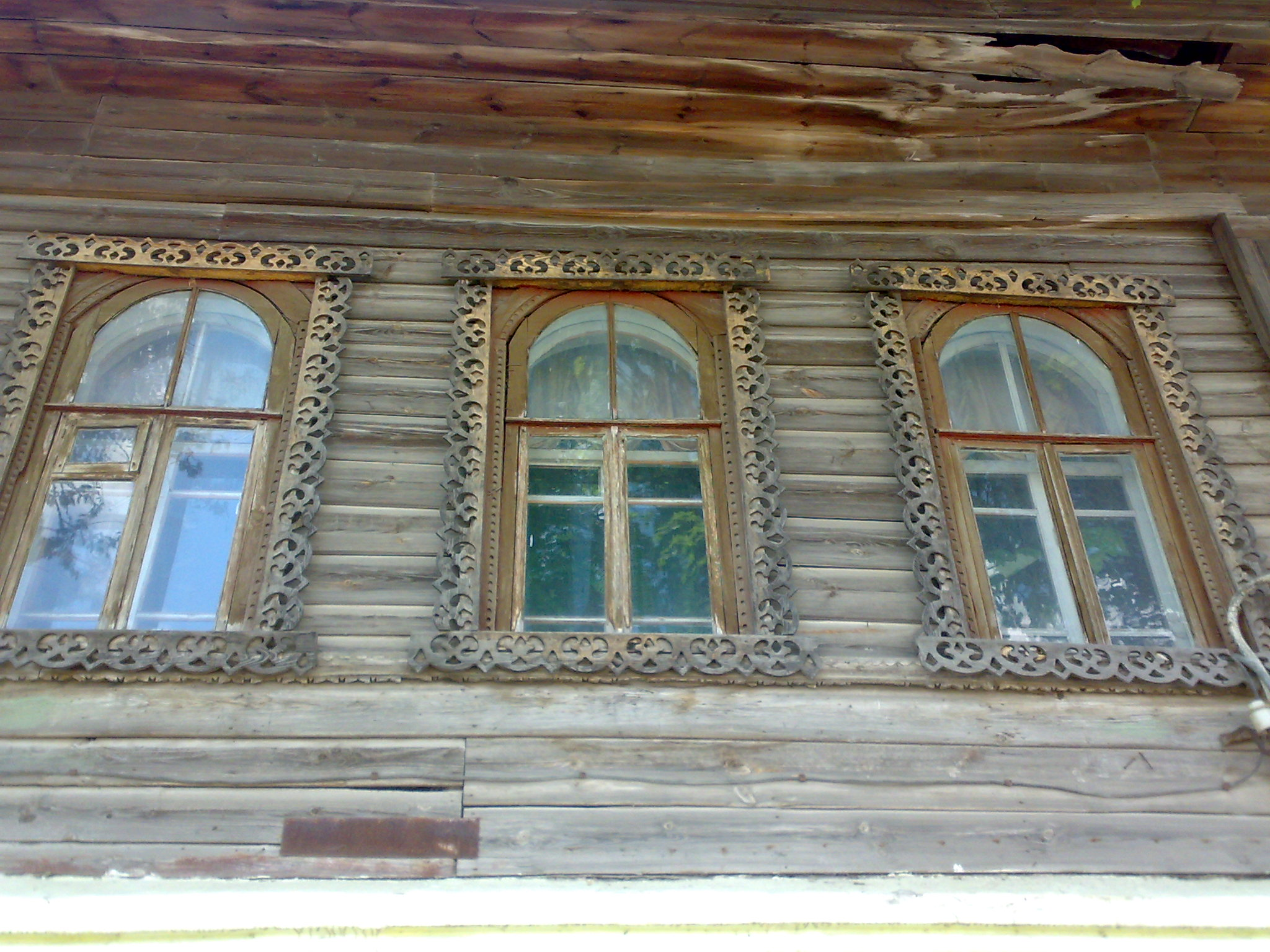
Artesanía decorativa en madera tradicional